# Kőröshegy
Kőröshegy é um município da Hungria, situado no condado de Somogy. Tem 21,39 km² de área e sua população em 2019 foi estimada em 1.330 habitantes.